# Caloptilia alnicolella
Caloptilia alnicolella là một loài bướm đêm thuộc họ Gracillariidae. Nó được tìm thấy ở Québec và Hoa Kỳ (Colorado và Maine).
Ấu trùng ăn Alnus species. Chúng ăn lá nơi chúng làm tổ. The mine starts as a small, tentiform mine on the underside of the leaf. Later, the tip of a leaf is rolled downward.